# OpusGay
OpusGay fue un periódico chileno dirigido a la población LGBT, editado por el Movimiento de Integración y Liberación Homosexual (Movilh), siendo la primera publicación periódica impresa enfocada a dicho segmento en el país.

## Historia
El lanzamiento del primer número de OpusGay se realizó el 4 de mayo de 2002 en el Palacio Ariztía en Santiago; al acto asistió la entonces diputada Carolina Tohá. Su director era el periodista Alberto Roa, mientras que su editor era Daniel Ulloa y su director de arte fue Gonzalo Velásquez, teniendo como antecedente un proyecto surgido en 1999 por estudiantes de la Universidad de Santiago de Chile. La aparición de OpusGay generó críticas de parte de organizaciones lésbicas, acusando sectarismo y omisión de sus temáticas en la publicación; como respuesta, Érika Montecinos lanzó la revista digital Rompiendo el Silencio el 14 de mayo de 2002.
El periódico, que contaba con el apoyo del Movilh y los Ministerios Secretaría General de Gobierno y de Planificación Nacional, era publicado de forma mensual, y su edición impresa alcanzó a publicar 8 números —con un tiraje de 3000 ejemplares a un valor de 250 pesos cada uno—, entre mayo y diciembre de 2002, continuando como periódico online en años siguientes. Su sitio web recibió más de 15 000 visitas durante su primer mes de funcionamiento.
El nombre hacía referencia de manera irónica al Opus Dei, grupo católico ultraconservador y abiertamente opositor a la población LGBT. Aquella situación generó que la Prelatura del Opus Dei presentara una demanda el 12 de septiembre de 2002 en contra del periódico, con tal de impedir la inscripción de la marca OpusGay ante las autoridades chilenas alegando una supuesta similitud fonética y una burla a su nombre. El 24 de diciembre de 2004 el Departamento de Propiedad Industrial del Ministerio de Economía falló a favor de OpusGay.
En abril de 2015 la Prelatura del Opus Dei presentó una nueva demanda en contra de OpusGay, esta vez ante el Centro de Resolución de Controversias de NIC Chile, empresa encargada de administrar los dominios de Internet chilenos. Al mes siguiente NIC Chile rechazó la demanda y otorgó la administración del sitio al Movilh, a cuyo sitio web redirigía el dominio "opusgay.cl" desde hace algunos años.
El 28 de junio de 2021, como parte de la conmemoración del Día del Orgullo LGBT, el Movilh lanzó un archivo histórico de prensa que reúne informaciones sobre las actividades de agrupaciones de la diversidad sexual desde 1991, el cual incluye la colección completa de la edición impresa de OpusGay.